# Rignano sull'Arno
Rignano sull'Arno est une commune italienne d'environ 8 000 habitants située dans la ville métropolitaine de Florence, en Toscane.

## Administration
| Période                                  | Période  | Identité         | Étiquette | Qualité |
| ---------------------------------------- | -------- | ---------------- | --------- | ------- |
| mai 2002                                 | En cours | Gianna Magherini |           |         |
| Les données manquantes sont à compléter. |          |                  |           |         |

### Hameaux
Bombone, Cellai, (le) Corti, Le Valli, Pian dell'Isola, Rosano, Salceto, San Donato in Collina, San Martino, San Piero, Santa Maria, Sarnese, Torri, Troghi.

### Communes limitrophes
Bagno a Ripoli, Greve in Chianti, Incisa in Val d'Arno, Pelago, Pontassieve, Reggello.

## Personnalités liées à la commune
- Aldo Berti

## Galerie

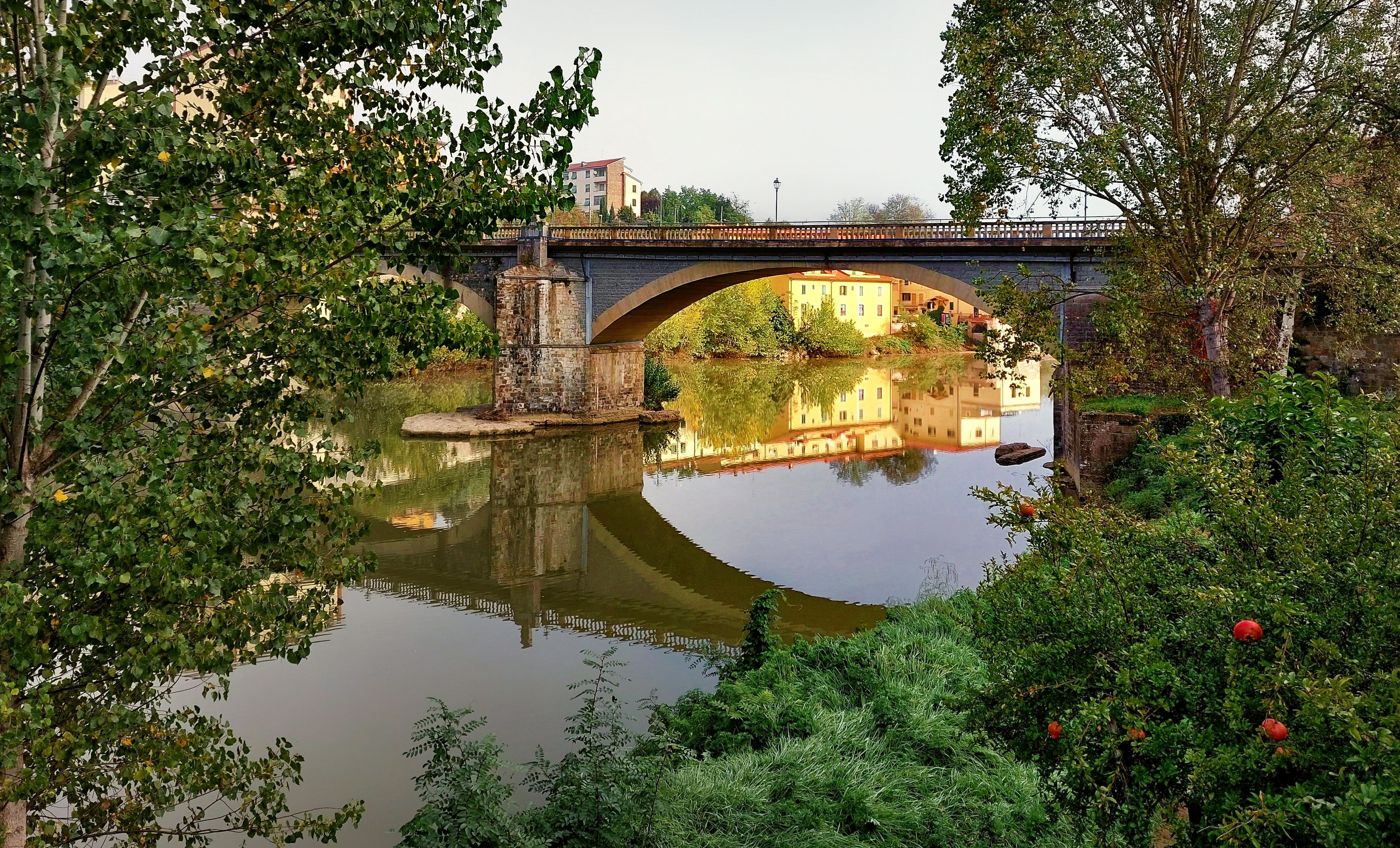
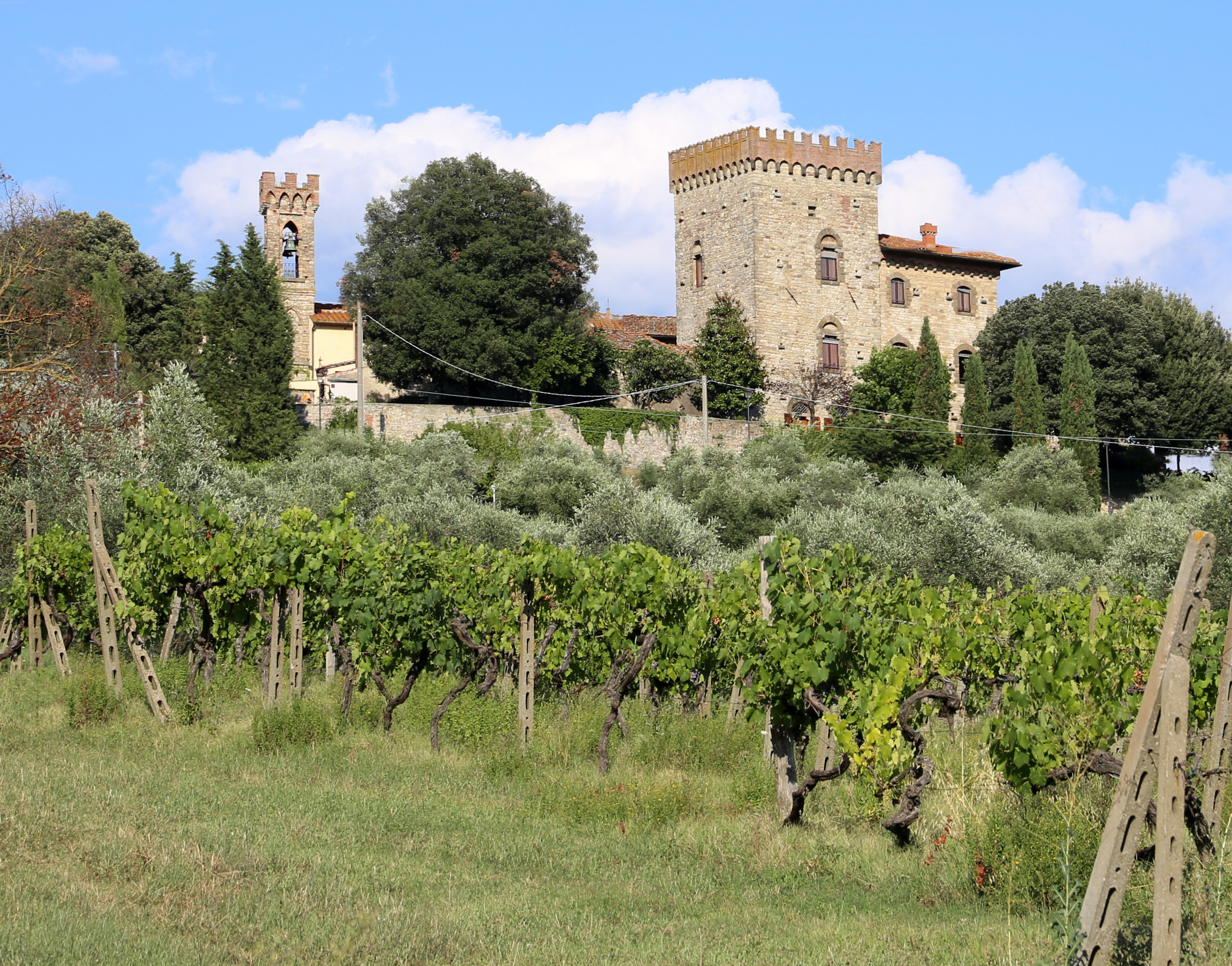
Château de Volognano.